# Dernancourt

Rathaus von Dernancourt (2014)

Dernancourt (picardisch: Dèrnincourt) ist eine nordfranzösische Gemeinde mit 519 Einwohnern (Stand 1. Januar 2022) im Département Somme in der Region Hauts-de-France. Die Gemeinde gehört zum Kanton Albert und ist Teil der Communauté de communes du Pays du Coquelicot.

## Geographie
Dernancourt liegt unmittelbar südlich von Albert am rechten Ufer der Ancre. Die Gemeinde wird von den Départementsstraßen D52 und D64 durchzogen und erstreckt sich im Norden bis zur Départementsstraße D929 (frühere Route nationale 29). Durch die Gemeinde führt die Bahnstrecke Paris–Lille.

## Geschichte
Der Ort wurde 1287 anlässlich einer Schenkung des Henri de Dernant erstmals erwähnt. 
Im Ersten Weltkrieg war Dernancourt der Ort von Kämpfen während der Schlacht an der Somme im Juli 1916 und bei der deutschen Offensive im April 1918. Die Gemeinde erhielt als Auszeichnung das Croix de guerre 1914–1918.

## Einwohner
| 1962 | 1968 | 1975 | 1982 | 1990 | 1999 | 2006 | 2010 |
| ---- | ---- | ---- | ---- | ---- | ---- | ---- | ---- |
| 305  | 345  | 401  | 501  | 472  | 437  | 442  | 443  |

## Verwaltung
Bürgermeister (maire) ist seit 2008 Lionel Lamotte.	

## Sehenswürdigkeiten
- Die Kirche Saint-Léger.
- Der britische Soldatenfriedhof mit 2131 Bestattungen.